# Kaka de Luxe (álbum)
Kaka de Luxe es la primera grabación del grupo punk español del mismo nombre, «Kaka de Luxe».
Se trata de un EP con cuatro canciones: Rosario, Toca el pito, La pluma eléctrica y Viva el metro. Este disco se graba en 1978 como consecuencia de su participación en el Concurso Rock Villa de Madrid, en el que quedaron en segundo lugar.

## Canciones del EP
Todas las canciones escritas y compuestas por E.Sierra, F. Márquez, I. Canut, M. Campoamor, O. Gara, C. García-Berlanga y P. Martínez. 
| Lado A |                |          |  |
| N.º    | Título         | Duración |  |
| 1.     | «Rosario»      | 2:22     |  |
| 2.     | «Toca el pito» | 1:48     |  |

| Lado B |                      |          |  |
| N.º    | Título               | Duración |  |
| 1.     | «Viva el metro»      | 2:36     |  |
| 2.     | «La pluma eléctrica» | 1:16     |  |